# Korea Open 1992
Die Korea Open 1992 im Badminton fanden vom 22. bis zum 26. Januar 1992 im Seoul National University Gymnasium in Seoul statt. Das Preisgeld betrug 110.000 US-Dollar. Es war die 2. Auflage der Korea Open. Hauptsponsor des Turniers war Yonex. Das Turnier hatte einen Vier-Sterne-Status im World Badminton Grand Prix. 202 Spieler aus 19 Ländern nahmen am Turnier teil, welches von KBS im Fernsehen übertragen wurde.

## Sieger und Platzierte
| Disziplin    | Gold                           | Silber                     | Bronze                            |
| ------------ | ------------------------------ | -------------------------- | --------------------------------- |
| Herreneinzel | Wu Wenkai                      | Alan Budikusuma            | Lee Kwang-jin                     |
| Herreneinzel | Wu Wenkai                      | Alan Budikusuma            | Wan Zhengwen                      |
| Dameneinzel  | Tang Jiuhong                   | Bang Soo-hyun              | Harumi Kohhara                    |
| Dameneinzel  | Tang Jiuhong                   | Bang Soo-hyun              | Hisako Mizui                      |
| Herrendoppel | Kim Moon-soo Park Joo-bong     | Li Yongbo Tian Bingyi      | Cheah Soon Kit Soo Beng Kiang     |
| Herrendoppel | Kim Moon-soo Park Joo-bong     | Li Yongbo Tian Bingyi      | Jon Holst-Christensen Thomas Lund |
| Damendoppel  | Chung So-young Hwang Hye-young | Gil Young-ah Shim Eun-jung | Kimiko Jinnai Hisako Mori         |
| Damendoppel  | Chung So-young Hwang Hye-young | Gil Young-ah Shim Eun-jung | Tomomi Matsuo Kyoko Sasage        |
| Mixed        | Pernille Dupont Thomas Lund    | Lee Sang-bok Shim Eun-jung | Aryono Miranat Eliza Nathanael    |
| Mixed        | Pernille Dupont Thomas Lund    | Lee Sang-bok Shim Eun-jung | Gillian Gowers Nick Ponting       |

## Finalergebnisse
| Disziplin    | Sieger                         | Finalist                   | Ergebnis     |
| ------------ | ------------------------------ | -------------------------- | ------------ |
| Herreneinzel | Wu Wenkai                      | Alan Budikusuma            | 15-7, 15-11  |
| Dameneinzel  | Tang Jiuhong                   | Bang Soo-hyun              | 11-6, 11-3   |
| Herrendoppel | Kim Moon-soo Park Joo-bong     | Tian Bingyi Li Yongbo      | 15-10, 15-10 |
| Damendoppel  | Chung So-young Hwang Hye-young | Gil Young-ah Shim Eun-jung | 15-6, 15-7   |
| Mixed        | Thomas Lund Pernille Dupont    | Lee Sang-bok Shim Eun-jung | 15-11, 15-9  |